# Batalla de San Jacinto (1836)
La emboscada de San Jacinto o siesta de San Jacinto tuvo lugar el 21 de abril de 1836 y fue un acontecimiento decisivo de la lucha de independencia de Texas. Bajo el mando de Samuel Houston, el ejército texano sorprendió y diezmó en medio de una siesta al ejército mexicano comandado por el general Antonio López de Santa Anna. 

## Antecedentes
A pesar de que el gobierno mexicano inicialmente le había dado un permiso especial a los estadounidenses para que se establecieran en el territorio texano, estos se amotinaron contra el país que les había permitido construir sus hogares e incluso sus tradiciones. Pero debido a los cambios hechos a las constitución mexicana, en la cual se abolía todo tipo de esclavitud, los texanos -al no ser de su conveniencia este cambio- iniciaron el movimiento rebelde, reforzado por las pretensiones de los Estados Unidos por el territorio mexicano.
Tras el triunfo mexicano en la batalla de El Álamo el 6 de marzo de 1836, las fuerzas texanas habían sido obligadas a replegarse continuamente, en tanto las tropas mexicanas obtenían nuevos triunfos en la batalla de Refugio (15 de marzo de 1836) y otra victoria pocos días después en la batalla de Coleto (el 20 de marzo), y otras victorias mexicanas en Encinal del Perdido y Goliad. Ante esta situación, el general Antonio López de Santa Anna concibió el plan de adentrarse en territorio de Texas dejando atrás una gran parte de sus fuerzas al mando de los generales Vicente Filisola y José de Urrea, considerando que para suprimir la revuelta texana era indispensable destruir los últimos remanentes del "Ejército Texano" dirigido por el estadounidense Sam Houston. El ejército había iniciado la persecución de las tropas rebeldes que huían hacia territorio estadounidense para reorginazar sus tropas. Durante marzo y parte de abril, dividido en varias columnas, ocupó las poblaciones importantes. Pero debido a la lentitud con que marcharía el grueso del ejército, el general en jefe y presidente de México (aunque no era presidente de México en ese momento), Antonio López de Santa Anna, decidió adelantarse con una tropa de soldados experimentados con la esperanza de atrapar al general Houston, iniciando así, el 14 de abril, una penosa carrera en donde los mexicanos, que no conocían el terreno y partían con desventaja, llevaron la peor parte.

## Posiciones previas

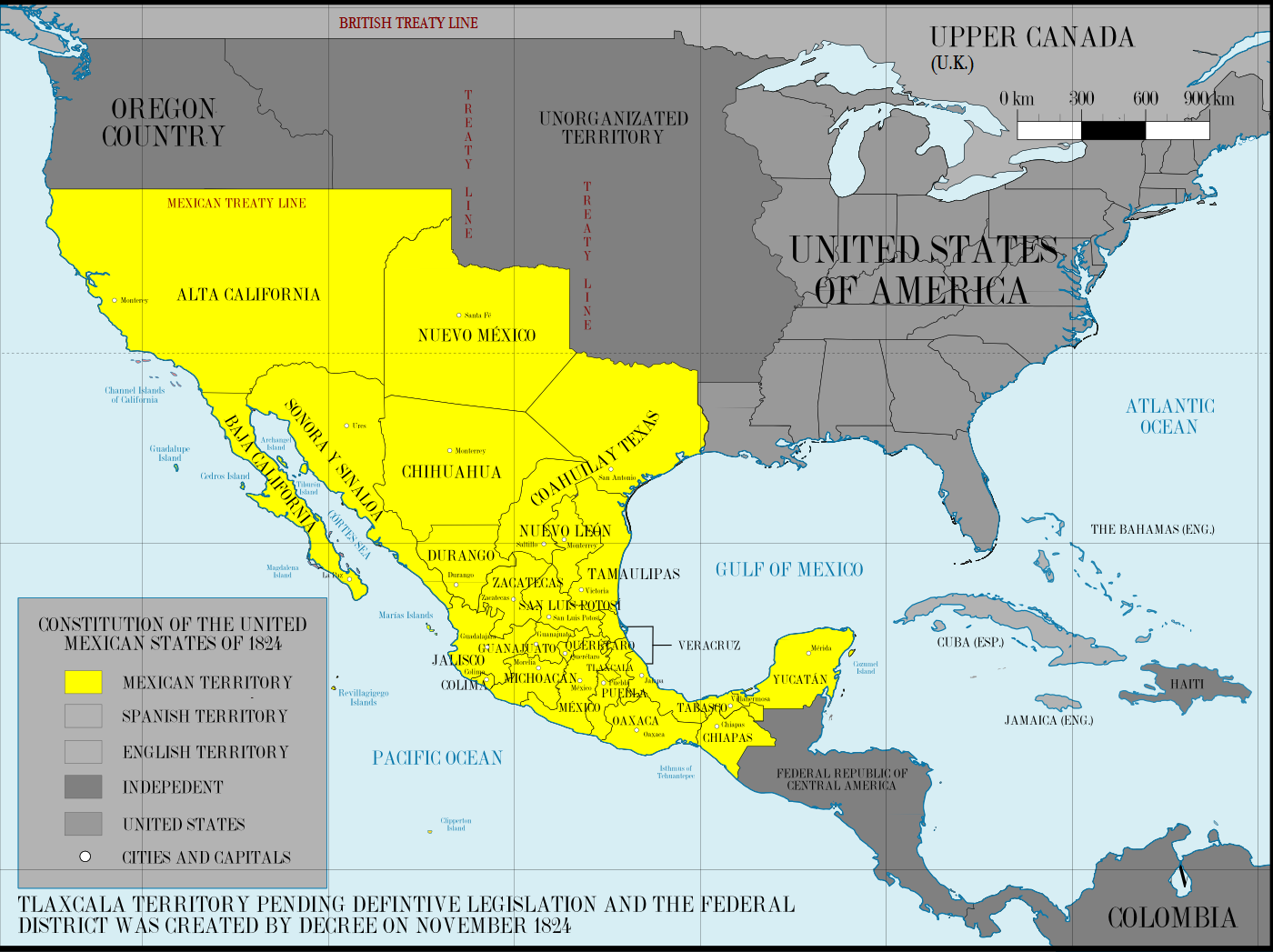
México en 1824. Texas era parte de México en 1824

Una semana después Santa Anna logró alcanzar a los texanos esperando cercar a Houston, Santa Anna se lanzó a perseguirlo con una fuerza de unos 900 soldados, logrando una escaramuza con las fuerzas texanas en Morgan's Point. Considerando la cercanía del enemigo, el general López de Santa Anna se detuvo el día 19 de abril en un punto de la confluencia del río San Jacinto y el río Buffalo Bayou, al este de la actual ciudad de Houston. Suponiendo que los rebeldes estaban más interesados en poner distancia entre ellos y su ejército, Santa Anna indicó hacer descansar a sus fuerzas y reiniciar luego la persecución. Tomó pocas precauciones. Los soldados, agotados, se desprendieron de sus pertrechos para dormir mejor.
Ante ello, los texanos liderados por Sam Houston y James C. Neill cesaron en su fuga, y se reorganizaron. En las filas texanas había dudas sobre si convenía atacar a los mexicanos que habían tomado como sitio de descanso una posición bastante desguarnecida, pues la fuerza texana se hallaba en inferioridad numérica. No obstante en la tarde del 20 de abril Houston y Neill recibieron una columna de refuerzo, elevando su número total de efectivos a 910 hombres, favoreciéndose así la idea de lanzar un ataque y no esperar el avance mexicano.
En la mañana del 21 de abril López de Santa Anna recibió 500 hombres de refuerzo liderados por el general Martín Perfecto de Cos, pero se mantuvo la orden de descansar. El terreno donde se asentaba la fuerza mexicana estaba en la confluencia de dos corrientes de agua y cercado por un pantano, separado de los texanos por un pequeño prado con árboles, lo cual lo hacía fácil de defender pero dificultaba cualquier movimiento rápido. No obstante Santa Anna cometió el grave error de no mantener centinelas de vigilancia en los alrededores y ordenó que toda la tropa se dedicara a dormir y descansar durante el 21 de abril.
En el campo texano, Sam Houston realizó un último consejo de guerra al mediodía y decidió lanzar un ataque inmediato cuando sus espías le avisaron de la total inactividad en el campamento mexicano. Los texanos iniciaron su avance a las 15:30 horas con el plan de atacar primero a la caballería pesada mexicana y avanzar cubiertos por un pequeño bosque, en dirección al campamento mexicano. Una vez salieran de la protección del bosque, los texanos y una carga de infantería con la mayor rapidez posible antes que los mexicanos respondieran con una descarga de fusiles, la cual resultaría devastadora gracias a su superioridad numérica.

## El combate de San Jacinto: 21 de abril de 1836
El Río San Jacinto atestiguó ese día la última batalla de la Guerra de Texas. En poco más de media hora el ejército mexicano fue derrotado dejando en el campo más de seiscientos soldados y otros siete centenares fueron tomados prisioneros por el ejército rebelde liderado por Sam Houston, que los mandos nacionales suponían en retirada.
Mientras un grupo de texanos destruía un pequeño puente sobre el río San Jacinto para cortar la retirada mexicana, el cuerpo principal al mando de Houston y Neill avanzaba silenciosamente por el bosque y luego por la pradera. Faltando unas docenas de metros los texanos lanzaron su primera descarga de fusiles y rifles e iniciaron su ataque a las 16:30 horas en medio de un griterío. Para su sorpresa, la fuerza mexicana se hallaba totalmente desprevenida, sin guardias o centinelas que pudieran avisar de la cercanía de los texanos, pues los soldados mexicanos se hallaban casi todos durmiendo la siesta, incluidos jefes y oficiales. De hecho, los texanos lanzaron su primera descarga de fusiles pero se sorprendieron cuando sus disparos no fueron respondidos, por lo cual avanzaron sin dificultad hasta penetrar en el propio campamento mexicano.
Los disparos de los texanos despertaron a los soldados mexicanos pero éstos no se hallaban preparados para responder tan súbitamente a un ataque, menos aun cuando el enemigo entraba sin lucha en el campamento. Inclusive la caballería pesada fue sorprendida por los texanos, con jinetes en tierra buscando desesperadamente sus armas, hasta el punto de que en el campamento mexicano pronto cundió la confusión y el desorden ante el repentino ataque. Numerosos soldados mexicanos estaban desarmados en el momento del ataque y otros muchos se hallaban casi en plena somnolencia y fueron presa fácil de los atacantes. Otros soldados fueron sorprendidos comiendo en el rancho, con la caballería desmontada y a la infantería sin sus armas cargadas. Santa Anna y el grupo de sus oficiales dormían en sus tiendas. Repentinamente despertado por el griterío y las balas, el general Manuel Fernández Castrillón trató de organizar la resistencia pero fue muerto a los pocos minutos, con lo cual la "batalla" degeneró en una matanza. Algunos mexicanos intentaron retenerlos pero ya era demasiado tarde. Los soldados mexicanos que no cayeron muertos o heridos en los primeros minutos huyeron caóticamente hacía el río San Jacinto, abandonando pertrechos y hasta sus propias armas por la prisa en salvar la vida. Varios fugitivos fueron muertos en plena huida en tanto muchos texanos rehusaban dar cuartel, tras ser informados de la batalla de El Álamo, y los que no huían fueron tomados prisioneros, entre ellos Santa Anna.
La batalla duró sólo 18 minutos; durante ese tiempo 630 mexicanos murieron, 208 cayeron heridos y 730 fueron capturados, mientras que el Ejército Texano sólo reportó 9 muertos y 30 heridos. Casi todos los soldados mexicanos que lograron huir de la batalla estaban completamente desarmados por haber abandonado su equipo para salvar sus vidas, lo cual hacía imposible el contraataque o la resistencia al enemigo, debiendo retirarse rápidamente hacia el sur, muchos soldados se ahogaron porque los texanos cortaron los puentes que cruzaban la laguna en la retaguardia mexicana. Por su parte, los texanos lograron capturar casi todo el arsenal del cual disponían las fuerzas mexicanas. Durante la batalla. El general Sam Houston fue impactado por una bala en su pierna izquierda
El propio general Santa Anna se hallaba durmiendo al momento del ataque y fue despertado por los soldados texanos que lo tomaron prisionero, aunque su identidad no fue descubierta hasta que otros prisioneros lo reconocieron y lo saludaron como "señor Presidente". Con Santa Anna cayeron apresados los generales Juan Nepomuceno Almonte y Martín Perfecto de Cos.

## Consecuencias
Los sucesos de San Jacinto no hubieran pasado de un exitoso golpe de mano de los Texanos si no fuera por la captura del general Santa Anna, quien no sólo era jefe militar sobre el terreno sino además Presidente de México en funciones debido a la muerte de Miguel Barragán, lo cual aumentaba la importancia de su captura. Si bien algunos texanos intentaron linchar a Santa Anna, Houston y Neill decidieron mantenerlo con vida al notar que sería más útil arrancarle al presidente capturado algunas concesiones importantes.
Así, Houston y Neill obligaron a Santa Anna a firmar el cese de hostilidades y a reconocer la Independencia de Texas mediante el Tratado de Velasco el 14 de mayo de 1836, donde Santa Anna reconocía de facto la independencia de la República de Texas y se comprometía a no proseguir la lucha contra el nuevo Estado. A cambio, los texanos ofrecían libertar a Santa Anna y prometían que las tropas mexicanas en retirada no serían atacadas; además se fijaba el límite entre Texas y México en el río Bravo (o río Grande), frente a la división interior mexicana entre Texas y Tamaulipas que estaba fijada más al norte, en el río Nueces.
Los texanos aprovecharon también para ordenar a Santa Anna que mandase al general Vicente Filisola retirar a las tropas mexicanas al sur del río Grande, para lo cual Santa Anna envió una carta exagerando la gravedad de la derrota de San Jacinto y el poderío bélico de los texanos. El general José de Urrea trató vanamente de convencer el 25 de abril en su campamento de Fort Bend a Filisola de continuar la lucha en tanto ambos todavía contaban con casi 3,000 hombres bajo su mando (cifra muy superior a los texanos de Houston), pero Filisola ejecutó la orden de Santa Anna, cruzó el Nueces el 31 de mayo y las tropas mexicanas abandonaron territorio texano llegando a Matamoros el 15 de junio.
Santa Anna no fue liberado inmediatamente por los texanos, dado que estuvo preso siete meses y fue enviado a Washington D. C. y allí fue recibido por el presidente estadounidense Andrew Jackson como prisionero de guerra aunque su cargo presidencial fue recordado solamente para que confirmase el Tratado de Velasco y se obligase por escrito ante los estadounidenses a "favorecer" el reconocimiento de la independencia de Texas por el gobierno de México. El Congreso Mexicano, enterado de lo ocurrido, destituyó a Santa Anna y se negó a ratificar el Tratado de Velasco alegando que carecía del validez al ser firmado por un presidente de México cuando se hallaba como prisionero de guerra. De hecho, la penetración estadounidense en Texas nunca fue legitimada por el gobierno mexicano y sólo se reconoció de facto, por el Tratado de Guadalupe Hidalgo de 1848 tras la Intervención estadounidense en México de 1846 a 1848.
El lugar donde se combatió, La Porte (Texas) está en las afueras de la actual ciudad de Houston, en el Estado de Texas, y mantiene un monumento conmemorativo. A este acontecimiento se le conoce comúnmente también como "la siesta de San Jacinto".
Santa Anna regresó a México y fue repudiado por los mexicanos; pero el gobierno ya no tendría las fuerzas militares suficientes para recuperar ese territorio ya que además, en 1838 una nueva invasión ahora por Francia daría inicio a la Primera Intervención francesa en México conocida en México como La guerra de los pasteles (1838-1839). El 29 de diciembre de 1845, Texas sería anexado a los Estados Unidos, proyecto de expansión que dicho país había tenido siempre.